# De mange intelligenser
De mange intelligenser, (ofte forkortet MI) blev oprindeligt introduceret som en læringsteori af den amerikanske psykolog Howard Gardner.
Oprindeligt opregnede Gardners teori syv intelligenser. Siden er yderligere to typer af intelligens tilføjet "listen". Den ottende intelligens er den naturalistiske intelligens (eks. Darwin), den niende handler om bevidstheden om eksistens og inddrager evnen til at filosofere. (eks. Søren Kirkegaard).
Det har været på tale at sammensmelte to af de oprindelige intelligenser, den ”interpersonelle intelligens” og den ”intrapersonelle intelligens”. Kritikken går på, at de i forvejen er ”sammenvokset ved hoften” (Daniel Goleman : Følelsernes intelligens) – er siamesiske tvillinger. Dog har han forfattet bøgerne "Social intelligens" og "Følelsernes intelligens", hvor han netop deler størrelserne op og påviser Gardners teorier om Inter og Intra intelligens.
Howard Gardners ideer har dannet grundlag for videre forskning på området.
Intelligens kan med Howard Gardners teoretiske ramme ikke længere opfattes som en rent intellektuel eller kapacitetsmæssig størrelse. Den kan ikke kvantificeres ud fra en tidsafgrænset præstation i logisk problemløsning såsom matematik. Intelligens ses som et bredere begreb, omfattende dannelse, selvforståelse, social kompetence, evnerne til at opfatte, huske, tilpasse sig, ræsonnere, generalisere, klassificere, filosofere med videre.

## De 9 intelligenser
- Musikalsk/kreativ intelligens (Tidligere klassifikation: Musisk – Kreativt opfattende)
- Sproglig/verbal intelligens
- Kropslig/kinæstetisk intelligens
- Logisk/matematisk intelligens
- Visuel/rumlig intelligens/spatial intelligens
- Interpersonel intelligens/social intelligens
- Intrapersonel intelligens/personlig intelligens
- Den naturalistiske intelligens/Naturalistik intelligens
- Den Eksistentielle intelligens/Livsklog intelligens

### Den verbale/sproglige intelligens
Forståelse for sprogets opbygning: syntaks og grammatiske regler osv.
Evnen til, at benytte sproget; passivt og aktivt ordforråd.
Har indflydelse på hvor flydende og forståeligt vi udtrykker os både verbalt og skriftligt.
Ligeligt fordelt mellem mennesker.
Det er venstre hjernehalvdel der har størst betydning for den sproglige intelligens.
Digtere og forfattere er dem der behersker denne intelligens. Fx Halfdan Rasmussen.

### Musikalsk intelligens
Sans/fornemmelse for tonehøjder, melodi og rytmer.
Uafhængig af andre intelligenser (et menneske kan være tonedøv og alligevel have fremragende evner på andre punkter).
Denne intelligens er typisk lokaliseret i højre hjernehalvdel.
Musikere og komponister er dem, der behersker denne intelligens. Fx Mozart.

### Matematisk/logiske intelligens (videnskabelig tænkning)
Systematisk tænkning. Evnen til at kunne se sammenhænge og arbejde med formler og tal.
Denne intelligens arbejder i venstre hjernehalvdel.
Kan arbejde uafhængig af andre intelligenser.
Piaget sætter fokus på den matematiske og den verbale intelligens, som han også mener er højt prioriteret i den vestlige verden.
Matematikere og forskere er blandt dem, der behersker denne intelligens. Fx Einstein.

### Den spatiale/visuelle intelligens
Evnen til at bedømme afstande og forholdet mellem genstande. Evnen til at opfatte, hvordan ting ser ud fra forskellige perspektiver, orientere sig og genskabe synsindtryk for det indre blik. Det handler om overblik. At kunne gøre sig forestillinger om, hvordan tingene hænger sammen, altså visualisere. At kunne handle vha. det mentale billede.
Mennesker, der i særlig grad besidder denne intelligens:
- Ingeniører
- Sejlere
- Billedhuggere (Visuel afstandsbedømmelse)
- Skakspillere (Overblik, så de ved, hvad deres næste træk er)
- Kirurger (Overblik)
- Orienteringsløbere (bedømmelse af afstand til f.eks. næste post)
- Blinde mennesker (Højtudviklet orienteringsevne)

Den spatiale/visuelle intelligens er primært lokaliseret i synscenteret i den højre hjernehalvdel, især i baghovedet. Hvis man får en hjerneskade i denne del af hjernen, mister man evnen til f.eks. at læse et landkort eller genkende ansigter og steder, hvor man ofte har været.

### Den kropslige-kinæstetiske intelligens
Har med grov- og finmotorik at gøre. Man besidder evnen til at kunne løse problemer eller skabe produkter, der har med kroppen eller blot dele af kroppen at gøre. Denne intelligens anvendes inden for idræt og arbejde med værktøj. Man skal kunne gebærde sig rent kropsligt. Man har kontrol over sin krop og dens bevægelser. En trænet idrætsudøvers krop kan reagere hurtigere end intellektet i en farlig situation, derfor er det vigtigt at besidde denne evne.
Mennesker, der i særlig grad besidder denne intelligens:
- Idrætsudøvere (Gymnaster, fodboldspiller osv.)
- Håndværkere
- Kirurger
- Mimekunstnere

Det motoriske center i højre hjernehalvdel styrer venstre side af kroppen, og centeret i en venstre styrer den højre side. Derfor kan hjerneskader specifikt ramme bevægelsen i den ene side af kroppen.

### Den intrapsykiske intelligens
Denne form for intelligens omfatter ens opfattelse af sig selv, af ens egne følelser og evnen til at handle adækvat, altså passende, efter dem.
Med andre ord har en person med en god intrapsykisk intelligens en god forståelse for sig selv og har et godt og realistisk selvbillede.

### Den interpsykiske intelligens
Denne intelligens går til forståelsen for andre mennesker og deres motiver samt evnen til at aflæse deres udtryksformer – eksempelvis kropssprog – og evnen til at reagere hensigtsmæssigt over for dem.
Denne intelligens omfatter også empati, altså indfølingsevnen med andre mennesker. Vi ved også, at netop denne evne kan være i fare, hvis ikke en person i løbet af sit første leveår har en betydningsfuld relationsperson.
Den intrapsykiske og den interpsykiske intelligens kalder Gardner også for den personlige intelligens.

### Den naturalistiske intelligens
Denne intelligens betyder, at man er god til at ordne og klassificere verden omkring sig, finde mønstre og sammenhænge samt identificere og organisere.

### Den eksistentielle intelligens/livsklog intelligens
Den eksistentielle intelligens er evnen til at forholde sig til livets store spørgsmål, samt at handle i overensstemmelse med eksistentielle og åndelige værdier.

## Hvordan identificerer man en intelligens?
De 8 kriterier er et mål for at en intelligens kan regnes som selvstændig. Altså, jo flere kriterier der er opfyldt, jo større videnskabeligt belæg er der for at intelligensen kan være selvstændig:
1. At intelligensen kan bortfalde i specifikke områder ved hjerneskade. Eks. Hvis man mister den matematiske intelligens, mister man evnen til at opstille hypoteser og se logisk på problemløsning.
2. At man kan møde disse ”idiot savants”, som er exceptionelle inden for en intelligens, men dårlige inden for de andre intelligenser.
3. At funktionen for ens intelligens kommer tydeligt til udtryk.
4. At intelligens kan forbedres via træning og stimulans, desuden skal der kunne iagttages exceptionelle præstationer inden for intelligensen.
5. Et tegn på at intelligens har været under udvikling. Eks. abens evne til problemløsning i forhold til mennesket.
6. Man kan lave eksperimenter, der påviser den enkelte intelligens.
7. At man kan lave psykometriske test, en test der giver en målresultat ved intelligensen.
8. Mulighed for indkodning i et symbolsystem. Eks. musik i nodesystem, matematik som formler.

Gardner og hans medarbejdere har kun beskrevet de syv intelligenser. De har ikke foretaget nogen videnskabelig vurdering ud fra ovenstående kriterier. Gardner har med egne ord kun foretaget en ”artistisk” vurdering. Det vil sige, at han ikke arbejder med en så høj videnskabelig sandhedsgrad som muligt.

## Intelligensudvikling
Alle intelligenser har rod i det biologiske. Normale mennesker råder over de samme 7 intelligenser, men disse er varierende samt på forskellige niveauer for hver enkelt.
Gardners 4 udviklingstrin for intelligens:
1. Rå efterligningsevne:
- Kan iagttages i de første leveår.
- Fx barnet efterligner den primære omsorgspersons mimik og omverdenens lyde.
- Piaget: Den sensomotoriske periode: Barnet erfarer verden gennem sanserne og gennem bevægelser.

2. Symbolsystem:
- Viser sig eksempelvis gennem ord, sætninger, sange, tegninger osv.
- Piaget: Den præoperationelle periode: Handling kan nu repræsenteres gennem symboler, tegn og tanker.

3. Notationssystem:
- Barnet kan nu sætte symbolerne i et system
- Fx noder, skrift, matematiske formler
- Piaget: Den konkretoperationelle periode: kan kombinere synsvinkler og sammenholde – altså systematisere.

4. Erhvervsvalg og fritidsbeskæftigelse:
- Alder: Ungdomsår til voksenalderen
- Udtrykker intelligenserne i de forskellige arenaer – oftest udtrykker man sig inden for den intelligens, hvor man har den største kompetence.
- Piaget: Den abstrakt operationelle: Barnet kan nu løsrive sig fra det konkrete og opstille hypoteser om, hvad der vil ske, når det udfører forskellige handlinger.

## ”Lovende” eller ”på vippen”
Barnet kan trænes til at blive mere intelligent igennem stimuli fra omverden.
Stimuli fra omverden skal tilpasses barnets intelligens og alder.
- Fx matematisk logisk intelligens: Barnet lærer om brøker med pizza, men for det ældre barn kan dette virke hæmmende. (barnet kan ikke sætte pizzastykkerne i et system)

## Hvorfor lige syv intelligenser?
Gardner påpeger selv, at der kan være flere end de syv intelligenser.
Eksempelvis omtalte han i en artikel fra 1996 en naturalistisk intelligens, hvis funktion det er at kunne genkende og klassificere dyre- og plantearter. Denne intelligens har i evolutionen været væsentlig for vores overlevelse.
Det er dog vanskeligt at placere denne intelligens noget bestemt sted i hjernen. Man har dog set visse tilfælde af hjerneskader, der giver sig udtryk i, at en person ikke har kunnet genkende og benævne levende ting.
Gardner siger, at han med tiden nok vil tilføje den naturalistiske intelligens til sin liste over intelligenser.

## Film
Der er lavet flere film om MI i dansk praksis:
- "Mange Intelligenser i folkeskolen" : Marianne Rasmussen : Filmkompagniet Arkiveret 29. oktober 2008 hos  Wayback Machine
- "Læringsstile i praksis – flere lærer mere" : Marianne Rasmussen : Filmkompagniet Arkiveret 29. oktober 2008 hos  Wayback Machine
- "Den 9. intelligens – sådan gør vi på Elling skole" : Marianne Rasmussen : Filmkompagniet Arkiveret 29. oktober 2008 hos  Wayback Machine

## Eksterne links
- Howard Gardner Arkiveret 15. august 2012 hos  Wayback Machine
- Læringsstil generelt
- Bibliotek for læringsstil og intelligens Arkiveret 28. februar 2018 hos  Wayback Machine
- Mensa Arkiveret 5. december 2006 hos  Wayback Machine
- https://webcache.googleusercontent.com/search?q=cache:9sSo3xxhawQJ:https://www.lederweb.dk/personale/kompetenceudvikling/artikel/79922/mange-intelligenser-omkring-dig+&cd=1&hl=da&ct=clnk&gl=dk
- Arkiveret 15. februar 2020 hos  Wayback Machine
- Arkiveret 18. oktober 2018 hos  Wayback Machine